# ATC D04 – Viszketés elleni szerek
Az ATC D04 – Viszketés elleni szerek a gyógyszerek anatómiai, gyógyászati és kémiai osztályozási rendszerének (ATC) egyik alcsoportja.
| ATC D   | Bőrgyógyászati készítmények                                              |
| ------- | ------------------------------------------------------------------------ |
| ATC D01 | Gombás fertőzések elleni bőrgyógyászati szerek                           |
| ATC D02 | Bőrlágyító- és védőanyagok                                               |
| ATC D03 | Sebek és fekélyek kezelésére használt készítmények                       |
| ATC D04 | Viszketés elleni szerek, beleértve: antihisztaminok, érzéstelenítők stb. |
| ATC D05 | Pszoriázis elleni szerek                                                 |
| ATC D06 | Antibiotikumok és kemoterapeutikumok bőrgyógyászati használatra          |
| ATC D07 | Kortikoszteroidok, bőrgyógyászati készítmények                           |
| ATC D08 | Antiszeptikumok és fertőtlenítők                                         |
| ATC D09 | Gyógyászati kötszerek                                                    |
| ATC D10 | Acne elleni készítmények                                                 |
| ATC D11 | Egyéb bőrgyógyászati készítmények                                        |

## D04A Viszketés elleni szerek, beleértve: antihisztaminok, érzéstelenítők stb.

### D04AA Antihisztaminok helyi használatra
| ATC     | Magyar                    | INN                           | Gyógyszerkönyv              |
| ------- | ------------------------- | ----------------------------- | --------------------------- |
| D04AA01 | Tonzilamin                | Thonzylamine                  |                             |
| D04AA02 | Mepiramin                 | Mepyramine                    |                             |
| D04AA03 | Tenalidin                 | Thenalidine                   |                             |
| D04AA04 | Tripelennamin             | Tripelennamine                |                             |
| D04AA09 | Kloropiramin              | Chloropyramine                |                             |
| D04AA10 | Prometazin                | Promethazine                  | Promethazini hydrochloridum |
| D04AA12 | Tolpropamin               | Tolpropamine                  |                             |
| D04AA13 | Dimetindén                | Dimetindene                   | Dimetindeni maleas          |
| D04AA14 | Klemasztin                | Clemastine                    |                             |
| D04AA15 | Bamipin                   | Bamipine                      |                             |
| D04AA22 | Izotipendil               | Isothipendyl                  |                             |
| D04AA32 | Difenhidramin             | Diphenhydramine               |                             |
| D04AA33 | Difenhidramin metilbromid | Diphenhydramine methylbromide |                             |
| D04AA34 | Klórfenoxamin             | Chlorphenoxamine              |                             |

### D04AB Érzéstelenítők helyi használatra
| ATC     | Magyar       | INN           | Gyógyszerkönyv            |
| ------- | ------------ | ------------- | ------------------------- |
| D04AB01 | Lidokain     | Lidocaine     | Lidocainum                |
| D04AB02 | Cinkokain    | Cinchocaine   |                           |
| D04AB03 | Oxibuprokain | Oxybuprocaine |                           |
| D04AB04 | Benzokain    | Benzocaine    |                           |
| D04AB05 | Kinizokain   | Quinisocaine  |                           |
| D04AB06 | Tetrakain    | Tetracaine    | Tetracaini hydrochloridum |
| D04AB07 | Pramokain    | Pramocaine    |                           |